# Цифрово изображение
Цифрово изображение е цифровото представяне на двуизмерно изображение. В зависимост от това дали резолюцията на изображението е фиксирана, цифровото изображение може да е векторно или растерно.

## Растерни изображения
Растерните изображения имат краен брой цифрови стойности, наречени пиксели. Цифровото изображение съдържа определен брой редове и колони от пиксели. Пикселите представляват най-малкият самостоятелен елемент в изображението, съдържащ стойности, които представят яркостта на даден цвят в дадена точка.
Обикновено пикселите се съхраняват в компютърна памет като растерни графики или растерни карти, двуизмерен масив от малки цели числа. Тези стойности често се предават и съхраняват в компресиран формат.
Растерните изображения могат да се създават от множество входни устройства, като например цифрови фотоапарати, скенери, уреди измерващи координати или сеизмична активност, радари и други. Също така, могат да бъдат синтезирани от случайни данни, като например математически функции или 3D модели. Науката за цифровата обработка на изображения изучава алгоритмите за трансформация на такива изображения.

## Векторни изображения
Векторните изображения са резултат от математически операции, ползващи геометрични формули. Векторът представлява точка, която има определена дължина и посока.
Понякога растерни и векторни елементи се комбинират в едно изражение. Например, текстът на билборд може да е векторна графика, а снимките да са растерна.

## Преглеждане на изображения
За да се преглеждат цифрови изображения е нужен софтуер за преглеждане на изображения. Браузърите също могат да възпроизвеждат стандартни интернет формати на изображения, включително GIF, JPEG и PNG. Някои могат да показват и векторния SVG формат, който е стандартен за W3C.
Някои научни изображения могат да са много големи (например, 46 гигапикселова снимка на Млечния път, с размер от 194 гигабайта). Такива изображения е трудно да бъдат изтеглени и обикновено се преглеждат онлайн в браузъра чрез по-сложен уеб интерфейс.

## История
Ранните факс машини предхождат цифровите фотоапарати с десетилетия. Първото сканирано изображение, съхранено и пресъздадено в цифрови пиксели е показано от компютърът SEAC (Standards Eastern Automatic Computer) в Американския национален институт за стандарти и технологии. Усъвършенстването на цифровите технологии продължава през 1960-те години, успоредно с разработването на космическите програма и медицинските изследвания. Проекти в Лабораторията за реактивно движение, MIT, Bell Labs и Мерилендския университет използвали цифрови изображения за да подобрят сателитните снимки, медицинските снимки, видеотелефоните, оптичното разпознаване на символи и други.
Бърз напредък в цифровите изображения започва след въвеждането на микропроцесорите в началото на 1970-те години, заедно с напредъка в технологиите за съхранение и възпроизвеждане. Изобретяването на компютърната томография, използваща рентгеново лъчение за да генерира цифрови изображения на отрязък от 3D обект е от голямо значение за медицината. Освен това цифровизацията на аналогови изображения позволява подобряването и възстановяването на археологически артефакти и започва да се използва в области като ядрената медицина, астрономията, военното дело и промишлеността.
Напредъкът в микропроцесорните технологии полага основите за развитието на CCD схемите, използвани в редица устройства за запис на изображения и постепенно измества употребата на аналогови фотоапарати и видео камери към края на XX век. Изчислителната мощ, нужна за записа на цифрови изображения, позволява компютърно генерираните цифрови изображения да достигат ниво близко до фотореализма.